# Ratonero bodeguero andaluz
Ratonero bodeguero andaluz är en hundras från Spanien. Det är en terrier som funnits sedan 1800-talet och den härstammar från släthårig foxterrier. Dess traditionella användningsområde är att hålla efter råttor på bondgårdar, restauranger och vingårdar i Andalusien, särskilt runt Jerez de la Frontera. Namnet Bodeguero syftar på vinkällare. Den spanska kennelklubben Real Sociedad Canina en España (RSCE) gav rasen nationellt erkännande år 2000 och den internationella hundorganisationen Fédération Cynologique Internationale (FCI) erkände rasen preliminärt 2024.
Färgen är vit med svart huvud med tan-tecken.